# Муйредах мак Мурхадо

Ирландия в VIII — первой трети IX века

Муйредах мак Мурхадо (др.‑ирл. Muiredach mac Murchado; умер в 760) — король Лейнстера (738—760) из рода Уи Дунлайнге.

## Биография
Муйредах был одним из сыновей правителя Лейнстера Мурхада мак Брайна и Конхенн, дочери Келлаха Куаланна из рода Уи Майл. Его отец отец скончался в 727 году. После него Лейнстером один за другим правили три брата Мурхада, Дунхад, Фаэлан и Бран Бекк, а также Аэд мак Колгген из рода Уи Хеннселайг. Короли Бран и Аэд, вероятно, бывшие соправителями, погибли 19 августа 738 года, сражаясь с войском верховного короля Ирландии Аэда Аллана из Кенел Эогайн. В этом сражении, произошедшем около Ухбада или Ат Сенайг (современного Баллишаннона) и получившем у средневековых авторов название «Битва стонов», лейнстерцы потерпели сокрушительное поражение. Новым королём Лейнстера после Брана Бекка и Аэда мак Колггена стал Муйредах мак Мурхадо.
В правление Муйредаха мак Мурхадо представители рода Уи Майл попытались захватить власть над Лейнстером. Однако в 744 году они были побеждены королевским войском в сражении при Айлене да Баррахе в Куалу. На поле боя пали Катал и Айлиль, внуки последнего лейнстерского правителя из рода Уи Майл Келлаха Куаланна.
По свидетельству ирландских анналов, при Муйредахе мак Мурхадо лейнстерцы вели войну с королевством Осрайге. В 754 году король Осрайге Анмхад мак Кон Херка совершил нападение на лейнстерскую область Фотарта Феа, но был отбит войском септов Уи Байррхе и Уи Хеннселайг. Вероятно, основной целью короля Анмхада было установление контроля над пограничными с его владениями землями Уи Хеннселайг. Предполагается, что именно с этим связано отсутствие в анналах упоминанией об участии в этих событиях короля Муйредаха, родовые земли которого располагались вдали от театра военных действий.
Вслед за гибелью в 743 году верховного короля Ирландии Аэда Аллана лейнстерский правитель установил дружественные отношения с его преемником, Домналлом Миди из рода Кланн Холмайн . Вместе с ним в 756 году Муйредах участвовал в походе в Мунстер, во время которого войско союзников разграбило земли септа Конайлли Муиртемне.
В 759 году при Говране произошло сражение между лейнстерцами во главе с королём Уи Хеннселайг Доннгалом мак Лайдкненом и королём Анмхадом мак Коном Херкой, завершившееся победой правителя Осрайге.
Муйредах мак Мурхадо скончался в 760 году. Новым правителем Лейнстера стал его племянник Келлах мак Дунхада.
Сыном Муйредаха мак Мурхадо был Бран Ардхенн, также как и отец владевший лейнстерским престолом. Потомки Мурхада, известные в средневековье как септ Уи Муйредайг, а затем как род О’Тул, владели землями в окрестностях Майстиу (современного Муллагмаста).